# ヴィック＝シュル＝セール
ヴィック＝シュル＝セール （Vic-sur-Cère、オック語:Vic en Carladés）は、フランス、オーヴェルニュ＝ローヌ＝アルプ地域圏、カンタル県のコミューン。セール川谷の中にあり、上流にあるポルミナック、下流のティエザックとともに、スタション・ヴェルト（fr、自然観光促進のためレジャーや休暇の目的先となる観光地に授与されるラベル）となっている。

## 地理

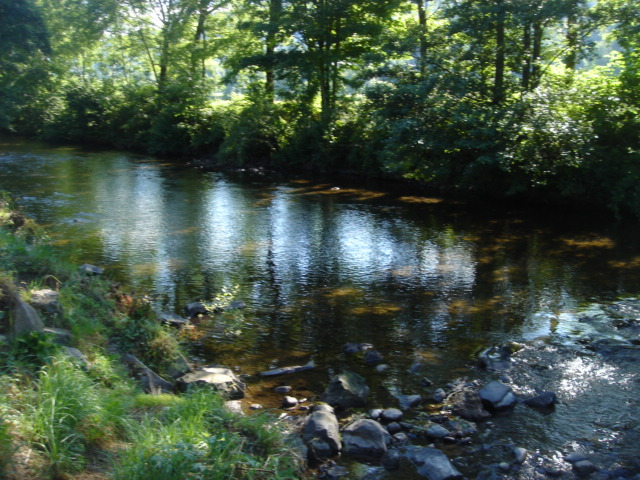
ヴィックを流れるセール川

コミューン面積は2 937ヘクタールで、そのうち585ヘクタールが森林である。ヴィック＝シュル＝セールの2007年度の住宅は1413軒で、そのうち912軒が住居、370軒が別荘、132軒が空き家であった。ホテルの部屋は240室あった。
ヴィックはセール川谷にあるかつての小さな温泉地であり、ヴォルカン・ドーヴェルニュ地域圏自然公園の入り口にあたる。
ヴィックのある場所は谷の底である。古い氷河の侵食の結果生じたモレーンが、渓谷をつくりだしパ・ド・セール滝を生み出したのである。ヴィックはヴェルジックの町と境界を接するコワイヤン高原の間にある。古代のローマ街道ヴィア・ケルティカがプロンブ・デュ・カンタル峰（fr）へ通る、パレロルの南にある。
ヴィックの旧市街は溶岩石（安山岩）で建てられ、スレート石で覆われた。市街は谷の東側、標高680mの地点である。

### 交通

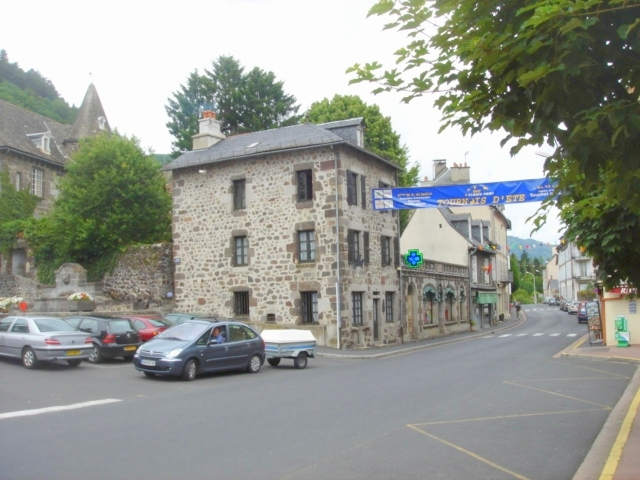
122号線

- 国道122号線は、リオラン・トンネルとオーリヤックの間をつなぎ、ドクトゥール・ジャン・ランベール通りを通じて町を通過する。この道路はカンタル有数の交通量の多い道路である。交通量は、ヴィックにおいて一日6000台となる。
- 県道54号線は、キュル・ブルス高原を通過してミュール・ド・バルズまたはカルラへ達する。
- ヴィック駅には、オーリヤックを経由してクレルモン＝フェラン、トゥールーズへ向かうTERオーヴェルニュの路線が停車する。この路線はトゥール・デュ・カンタルの旅行ツアーにも参加している。

## 歴史

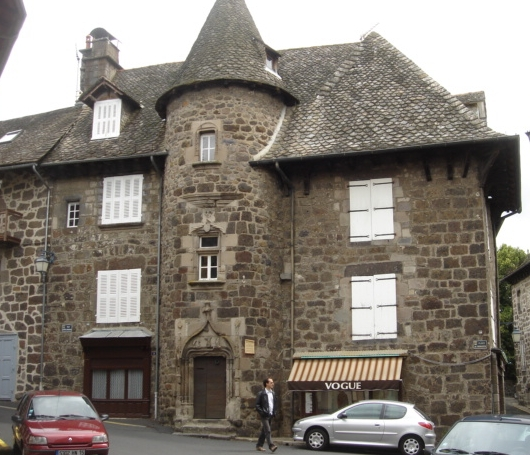
メゾン・デ・プランス・ド・モナコ

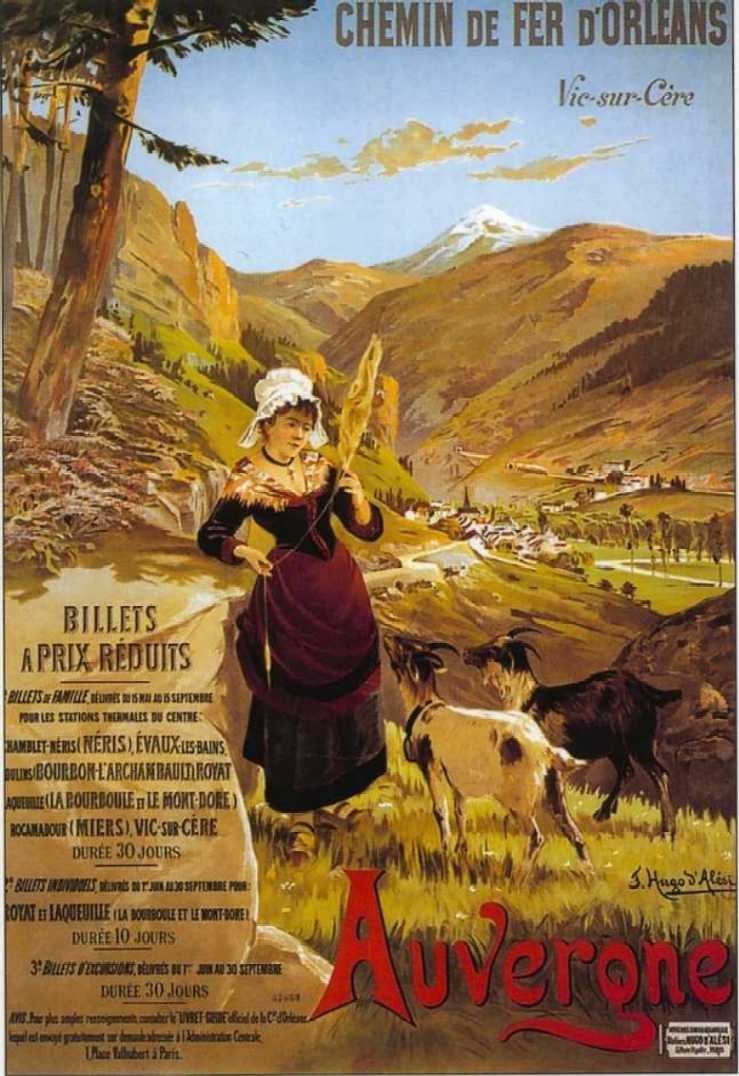
ヴィック旅行を推奨するパリ・オルレアン鉄道のポスター

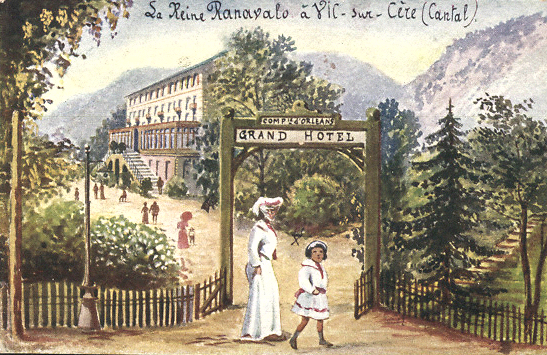
マダガスカル女王ラナヴァロナ3世は、1903年にヴィックのグランド・オテルに滞在した

フランス革命まで、町の名はヴィカン＝カルラデス（Vic-en-Carladès）であった。ヴィック＝レ＝バン（Vic-les-Bains）の名は19世紀の観光ガイドに登場する。ヴィックとはかつてのVicus、当時ヴィゲリー（fr:Viguerie、中世の行政裁判所）の本拠地が置かれた、城のふもとにあった村の名に由来する。自ら与えたというよりむしろ、ヴィック＝シュル＝セールの名はフランス革命時代、国民公会（1792年-1795年）の頃に町に与えられた。そのころのカルラデス地方は、オーリヤックの優位性を廃止したのである。
中世、ヴィックで幼年時代をすごした者2人が有名なトルバドゥールになった。ピエール・ド・コル、オーリヤック修道院で学問を修め、愛のレッスンの文学トーナメントで勝ったピエール・ド・ヴィックである。後者の名は、父親が領主であった町にちなむものである。
ヴィゲリーはセール領主ギヨームに属し、その本拠は1279年にはヴィック城の中にあった。1266年、カルラ子爵の認定は地方の領主によって『ヴィック城を前に』『教会の中よりむしろ墓地にて』署名されていた.。ヴィックの教会はオーリヤック修道院の小修道院であった。
町は幾度も戦争に苦しめられ、荒らされ、少なくとも3度破壊された。1265年、アプションのコントゥール（fr:Comptourはオーヴェルニュにおいて強力な男爵に与えられた貴族称号）に指揮されたル・ファルグーの山の民たちが、12世紀に建てられた由緒ある教会を破壊した。教会のモディロン（fr、コルニシュ、ひさし、バルコニーを支える建築要素）が今も残る。2度目は1379年で、イングランド軍を率いるエドワード黒太子がカルラを制圧したときだった。彼らは古い城を破壊して放棄し、略奪し、火を放った。
14世紀、カルラ子爵領は138世帯を抱えていた。ヴィックの十分の一税はかなりのもので、1329年にボワセの貧者のクラリス会が設立された際領主イザベル・ド・カルラはライ麦を90ビュッシェル、コムギを10ビュッシェル寄進している。
1441年、アルマニャック伯ベルナール7世はカルラ子爵領の司法を改編し、1570年には条約によって総督が治めるようになった。総督は聖体の祝日の礼拝行進で、名誉な地位を占めていた。同じ年、ヴィックにカルラデス地方の裁判所が設置された。丘に面した旧道沿いに絞首台が設置され、その広場はル・ロシェ・デ・パンデュ（le Rocher-des-Pendus）、吊るされる岩と呼ばれた。そこはセール川谷を見下ろす絶好の場所であるため、現在も興味深い場所となっている。
1567年以降、カルラデス地方はラングドックから侵入したカルヴァン派の流れ者たちの暴力や略奪に苦しめられることになった。メルル隊長に率いられた彼らは、ミュール・ド・バルズを攻略してそこを本拠地とする前の1575年に3度も町を荒らして火を放った。1583年まで、裁判官たちはオーリヤックに避難していた。
1603年、カルラ城が取り壊されると、ヴィックはカルラ子爵領唯一の首都となった。1643年には、ルイ13世がカルラ子爵領を、フランス側について領地を失ってしまったことの補償として、モナコ公オノレ2世・グリマルディに与えた。伯爵の裁判所の場所はヴィックのメゾン・デ・プランス・ド・モナコ邸にあるように見せながら、一方裁判所は王室の代官区に残っていた。
19世紀、ハイドロテラピーが活況を見せ、多くのガイドが、ヴィックの水の冷たさ（約12℃）、鉄分含有度、柔らかで重炭酸ナトリウムを含むといった水源について述べた。パリ・オルレアン鉄道は鉄道路線を敷設し、宣伝のため2軒の大きなホテルを建てた。第一次世界大戦後、ハイドロテラピーは徐々に治療法について全体的に不満を集めるようになり、ホテルは閉鎖された。
1941年、児童救済機関とキリスト教友好協会が、ヴィックのトゥーラン・クリュブ（fr、自転車利用と支持を促進する慈善会員組織）会館を中心にオープンした。そこには、80人のユダヤ人の子供たちがまとめられ、彼らと一緒に牧師ジャケの妻ジャクリーヌ・ヴァンサンが新監督者に任命され、公式に権限を持っていた。1944年3月1日、ゲシュタポはオーリヤックで144人のユダヤ人を一斉検挙したが、ヴィックでは逮捕者が出なかった。しかしここには民兵の県本部がおかれていたのである。

## 言語

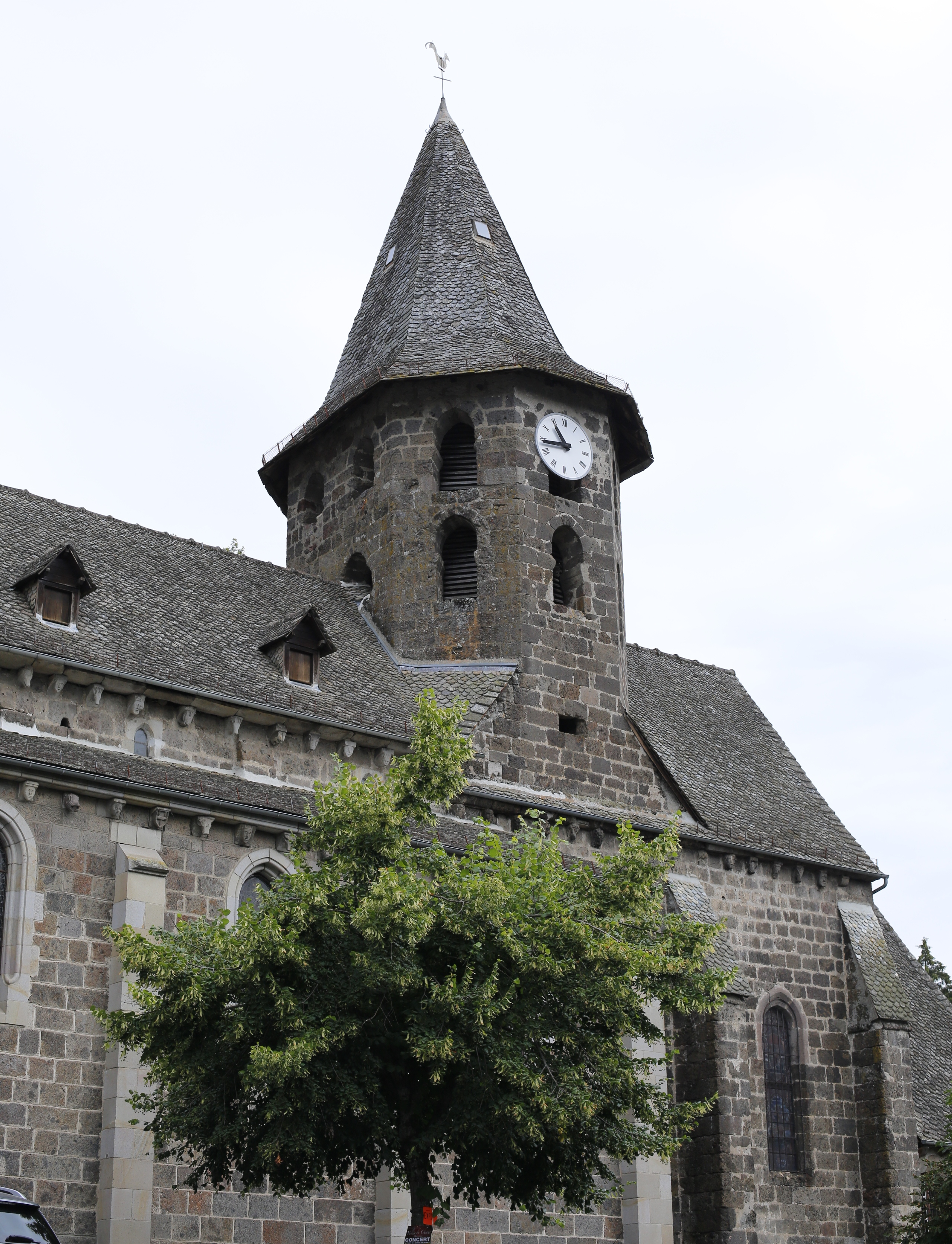
サン・ピエール教会

カンタル連山の南麓に位置しているため、カルラデシアン方言（オック語ラングドック方言の北部における異種）はオーヴェルニャ方言にもラングドック方言にも似ていない。長い間、カルラデス地方はカタルーニャと密接な関係を維持してきた。9世紀、バルセロナ伯ボレイが若いオーリヤックのジェルベール（のちにローマ教皇シルウェステル2世となる）とともにオーリヤック訪問を行っている。ヴィックを含む地方はバルセロナ伯兼アラゴン王の宗主権下に入った。これらの理由から、一部の人たちはカルラデシアン方言の話し言葉にはカタルーニャ語の影響が見られると信じている。
ヴィックにフランス語が新しく導入されたわけではない。実際、カルラデス地方が王領になったのは1532年、王母ルイーズ・ド・サヴォワ（マルグリット・ド・ナヴァルおよびフランソワ1世の母）が死去したときである。成文法のもとで、司法は直接パリ高等法院の権限に属していた。このために、町にはかなりの人口の、オーリヤックの神学校やトゥールーズ大学、パリ大学で教育を受けた聖職者たちが暮らしていた。だからこそ、ヴィックからはアカデミーの会員ルイ・ド・ボワシー（fr）、文学紙メルキュール・ド・フランスのオーナーだった哲学者ジャン・サファリ（fr）といった人物が輩出されたのである。
オック語のルネサンスは19世紀にフェリブリージュの影響を受けた。

## 音楽
ヴィックにて、マルグリット・ド・ヴァロワはブレーという2人1組で踊るわくわくするダンスを発見し、パリの宮廷に広めさせた。ジョゼフ・カントルーブは自身の著名な著作のなかで、バイレオ（Baïlero）をテーマにした歌曲を集めた。『オーヴェルニュの歌』では、あなたはオーヴェルニュの色彩や風景を反映させたオーケストラを聴くことができる。

## 人口統計
| 1962年 | 1968年 | 1975年 | 1982年 | 1990年 | 1999年 | 2006年 | 2011年 |
| ------ | ------ | ------ | ------ | ------ | ------ | ------ | ------ |
| 1721   | 1782   | 1963   | 2066   | 1968   | 1890   | 1971   | 1976   |

参照元:1999年までEHESS、2004年以降INSEE

## 経済
ヴィック＝シュル＝セールの主な産業は観光である。スタション・ヴェルト、ヴィラージュ・ド・ネージュ（雪の村）として認識されており、夏には快適な気候が好まれ、冬はリオランのスキー・リゾートに近い。
ヴィックには工業区域があり、2つの企業が機能をおく。1社は185人を雇用している。キッチンやバスまわりの布製品を製造するピラン社である。

## 姉妹都市
- アモールバッハ、ドイツ